# Pauli Kiuru
Pauli Kiuru (* 8. Dezember 1962 in Valkeakoski) ist ein ehemaliger finnischer Triathlet. Er ist mehrfacher Ironman-Sieger und Zweiter des Ironman Hawaii (1993).

## Werdegang
Pauli Kiuru war einer der ersten Europäer, der sich in den 1980er und 1990er Jahren international auf der Triathlon-Langdistanz in Szene setzen konnte.
„Mr. Polar“, wie er auch genannt wurde, erreichte acht Siege auf der Ironman-Distanz (3,86 km Schwimmen, 180,2 km Radfahren und 42,195 km Laufen) – zuletzt im Oktober 1994.

### 3. Rang ETU-Europameisterschaft Langdistanz 1987
1987 und erneut zehn Jahre später im August 1997 wurde er Dritter bei der Langdistanz-Europameisterschaft der ETU.
Im März 1990 gewann er in einer sehr knappen Entscheidung den Ironman New Zealand nach 08:39:12,1 h im Schlusssprint – nur eine Zehntel-Sekunde vor dem US-Amerikaner Ken Glah.

1990 und 1991 konnte er auch den Ironman Europe (Ironman European Championships) in Roth für sich entscheiden. 
1992 wurde er Nationaler Meister auf der Kurz- und Mitteldistanz Triathlon sowie auch Duathlon-Staatsmeister (Kurzdistanz).

### 2. Rang Ironman World Championships 1993
Nachdem Pauli Kiuru auf Hawaii 1990 und 1992 Dritter geworden war, wurde er 1993 Zweiter beim Ironman Hawaii.

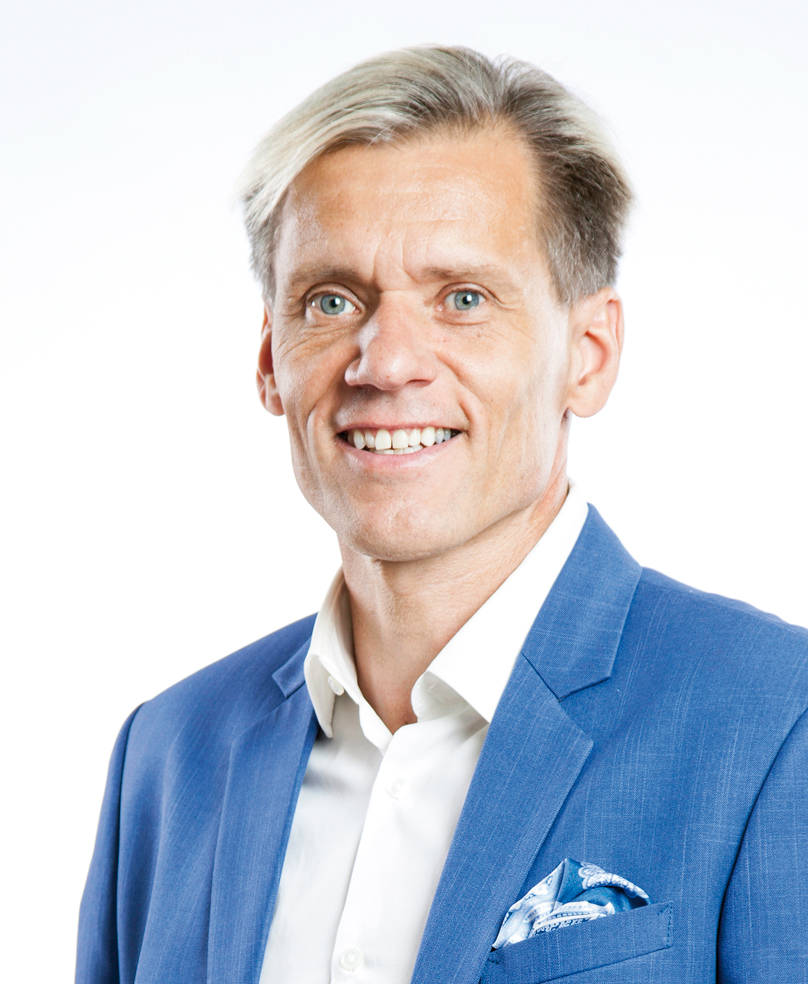
Pauli Kiuru (2017)

1998 erklärte der damals 35-Jährige seinen Rückzug vom Leistungssport.
Seit 2011 ist Pauli Kiuru Abgeordneter für den Wahlbezirk Pirkanmaa für die Nationale Sammlungspartei im Finnischen Parlament.

## Auszeichnungen
- 1997 wurde er als erster Athlet für die Australia Hall of Fame nominiert.[4]

## Sportliche Erfolge
| Datum/Jahr | Rang | Wettbewerb                                           | Austragungsort | Zeit | Bemerkung |
| ---------- | ---- | ---------------------------------------------------- | -------------- | ---- | --------- |
| 1992       | 1    | FIN Triathlon National Championships                 | Finnland       |      |           |
| 1992       | 1    | FIN Middle Distance Triathlon National Championships | Finnland       |      |           |

| Datum/Jahr    | Rang | Wettbewerb                                         | Austragungsort | Zeit       | Bemerkung |
| ------------- | ---- | -------------------------------------------------- | -------------- | ---------- | --- |
| 2. Aug. 1998  | 7    | Ironman Switzerland                                | Zürich         |            | |
| 2. Aug. 1997  | 3    | ETU Long Distance Triathlon European Championships | Fredericia     | 08:30:41   | |
| 13. Apr. 1997 | 9    | Ironman Australia                                  | Forster        | 08:50:20   | |
| Aug. 1996     | 4    | Ironman Canada                                     | Penticton      | 08:53:38   | [ 5 ] |
| 14. Juli 1996 | 6    | Ironman Europe                                     | Roth           | 08:26:00   | |
| 7. Okt. 1995  | 9    | Ironman Hawaii                                     | Hawaii         | 08:34:08   | |
| 9. Apr. 1995  | 3    | Ironman Australia                                  | Forster        | 08:34:16   | |
| 15. Okt. 1994 | 207  | Ironman Hawaii                                     | Hawaii         | 10:08:25   | |
| 1994          | 2    | Ironman Japan                                      |                |            | |
| 17. Apr. 1994 | 1    | Ironman Australia                                  | Forster        | 08:21:13   | |
| 30. Okt. 1993 | 2    | Ironman Hawaii                                     | Hawaii         | 08:14:27   | Hinter Mark Allen erreichte Pauli Kiuru in Kona die Silbermedaille.                                                                   |
| 1993          | 1    | Ironman Australia                                  | Forster        | 08:10:53   | |
| 10. Okt. 1992 | 3    | Ironman Hawaii                                     | Hawaii         | 08:17:29   | |
| 1992          | 1    | Ironman Australia                                  | Forster        | 08:06:39   | Pauli Kiuru stellt einen neuen Streckenrekord auf – der bis heute Bestand hat.                                                        |
| Okt. 1991     | 4    | Ironman Hawaii                                     | Hawaii         | 08:30:07   | |
| 1991          | 1    | Ironman Australia                                  | Forster        | 08:22:40   | |
| 13. Juli 1991 | 1    | Ironman Europe                                     | Roth           | 08:04:54   | |
| 6. Okt. 1990  | 3    | Ironman Hawaii                                     | Hawaii         | 08:39:24   | |
| März 1990     | 1    | Ironman New Zealand                                | Taupō          | 08:39:12,1 | Sieg im Schlußsprint – eine Zehntel-Sekunde vor dem Amerikaner Ken Glah                                                               |
| 14. Juli 1990 | 1    | Ironman Europe                                     | Roth           | 08:21:13   | |
| 1989          | 5    | Ironman Hawaii                                     | Hawaii         | 08:32:42   | Greg Welch und Pauli Kiuru überraschen mit Marathonzeiten unter drei Stunden und als bester Europäer erlangte Kiuru den fünften Rang. |
| März 1989     | 3    | Ironman New Zealand                                | Taupō          | 08:59:22   | |
| 1989          | 1    | Almere-Triathlon                                   | Almere         |            | |
| 22. Okt. 1988 | 10   | Ironman Hawaii                                     | Hawaii         | 09:00:49   | |
| 1988          | 2    | Almere-Triathlon                                   | Almere         |            | |
| 10. Okt. 1987 | 10   | Ironman Hawaii                                     | Hawaii         | 09:16:00   | |
| 1987          | 3    | ETU Long Distance Triathlon European Championships | Joroinen       | 08:50:26   | 14 Minuten hinter dem Niederländer Axel Koenders                                                                                      |

| Datum/Jahr | Rang | Wettbewerb                          | Austragungsort | Zeit | Bemerkung |
| ---------- | ---- | ----------------------------------- | -------------- | ---- | --------- |
| 1992       | 1    | FIN Duathlon National Championships | Finnland       |      |           |

(DNF – Did Not Finish)